# Al Porcino
Al Porcino (14. května 1925 New York – 31. prosince 2013 Mnichov) byl americký jazzový trumpetista. Svou profesionální kariéru zahájil v roce 1943 a v následujících letech hrál v několika různých big bandech. Spolupracoval například s Woodym Hermanem, Stanem Kentonem, Georgiem Auldem, Louisem Primou, Chubbym Jacksonem, Tommym Dorseyem a Genem Krupou. Od sedmdesátých let žil v Německu, kde také v roce 2013 ve věku osmaosmdesáti let zemřel.